# Teorema de Wolstenholme
En teoria de nombres, el teorema de Wolstenholme, en honor del matemàtic britànic Joseph Wolstenholme qui el va enunciar per primera vegada el 1862, és un teorema que permet relacionar determinats nombres primers amb els nombres de Bernoulli.

## Definició
Si {\displaystyle p} és un nombre primer i {\displaystyle p>3}, aleshores el numerador del nombre harmònic (p-1)-èsim és divisible per {\displaystyle p^{2}}: 
{\displaystyle H_{p-1}=1+{1 \over 2}+{1 \over 3}+...+{1 \over p-1}\equiv 0{\pmod {p^{2}}}}
i el numerador del nombre harmònic generalitzat
{\displaystyle H_{p-1,2}=1+{1 \over 2^{2}}+{1 \over 3^{2}}+...+{1 \over (p-1)^{2}}\equiv 0{\pmod {p}}}
Aquests numeradors de {\displaystyle H_{p-1,2}} es denominen nombres de Wolstenholme.
Això implica que el coeficient binomial
{\displaystyle {2p-1 \choose p-1}\equiv 1{\pmod {p^{3}}}}

## Exemple
Per {\displaystyle p=11}, el seu nombre harmònic seria:
{\displaystyle H_{11}={2520 \over 2520}+{1260 \over 2520}+{840 \over 2520}+{630 \over 2520}+{504 \over 2520}+{420 \over 2520}+{360 \over 2520}+{315 \over 2520}+{280 \over 2520}+{252 \over 2520}={7381 \over 2520}}
i el seu numerador
{\displaystyle 7381\equiv 0{\pmod {11^{2}=121}}}
i el seu nombre harmònic generalitzat seria:
{\displaystyle H_{11,2}={6350400 \over 2520}+{1587600 \over 6350400}+{705600 \over 6350400}+{396900 \over 6350400}+{254016 \over 6350400}+{176400 \over 6350400}+{129600 \over 6350400}+{99225 \over 6350400}+{78400 \over 6350400}+{63504 \over 6350400}={9841645 \over 6350400}}
i el seu numerador
{\displaystyle 9841645\equiv 0{\pmod {11}}}

## Nombres primers de Wolstenholme
Es diu que un nombre primer és de Wolstenholme si, i només si, 
{\displaystyle {2p-1 \choose p-1}\equiv 1{\pmod {p^{4}}}}
Només es coneixen dos nombres primers de Wolstenholme: {\displaystyle 16843} i {\displaystyle 2124679} (successió A088164 a l'OEIS). A més, l'any 2007, McIntosh i Roettger van demostrar que si n'existeix algun altre, ha de ser més gran que {\displaystyle 10^{9}}.